# Desperados 2: Cooper’s Revenge
Desperados 2: Cooper’s Revenge (рус. Десперадос 2: Месть Купера) — тактика реального времени от Spellbound Entertainment AG и Atari. Игра является продолжением «Desperados: Wanted Dead or Alive» (рус. Десперадос: Разыскивается живым или мёртвым) 2001 года.
Хотя местом действия остаётся Дикий Запад, сама игра претерпела немало изменений, главное из которых добавление трёхмерной графики. Теперь игрок может брать личный контроль над персонажем в режиме третьего лица, но это оставляет других персонажей без присмотра.

## Персонажи
- Джон Купер — лидер команды. Брат Джона, маршал Росс Купер, был убит Ангельским Лицом. Джон хочет найти и отомстить убийце. Джон вооружён стандартным револьвером Ремингтон 1875 (Кольтом 45?), большим ножом, который он может бросать на короткие расстояния. У него также есть музыкальные часы отвлекающие врагов. Джон может отключать врагов ударом кулака.
- Кейт О’Хара — подруга Джона. Она вооружена трёхзарядным Дерринджером. Она может использовать свою пудреницу чтобы ослеплять врагов, играть с юбкой чтобы отвлечь их или симулировать обморок. Кейт хорошо бьёт ногой.
- Док Маккой — доктор Артёр Маккой является учёным и почти что доктором. Он вооружён револьвером Ремингтон 1875 с удлиненным стволом (Бантлайн?), который он модифицировал для стрельбы более мощными патронами, что позволяет использовать его как снайперскую винтовку. Возможность использовать обычные патроны 45 калибра тоже остается. Док также может бросить газовые капсулы чтобы усыпить врага, а также лечить друзей. Близкие враги могут получить по голове его чемоданом.
- Сэмюэл Уильямс — негр, эксперт по взрывчатке. Он вооружён винтовкой Винчестер 1873, динамитными шашками, банками с нитроглицерином и тротилом. Вблизи, может бить врагов кулаком.
- Пабло Санчес — мощный мексиканец. Вооружён обрезом и камнями. Может также привлекать врагов бутылками текилы и ставить капканы на медведя, мгновенно убивающие врагов. Своими сильными руками может бить по голове врага.
- Орлиный Глаз — индеец. Вооружён луком со стрелами и томагавком. Может испускать индейский боевой клич, чтобы отвлекать врагов и лечить друзей «традиционными» методами. Может бить врага по голове ребром ладони.

## Отзывы
| Сводный рейтинг | Сводный рейтинг |
| Агрегатор       | Оценка          |
| --------------- | --------------- |
| GameRankings    | 65,00 %         |